# Jevhen Čeberjačko
Jevhen Oleksandrovyč Čeberjačko (ukrajinsky Євген Олександрович Чеберячко; * 19. června 1983, Kyjev, Ukrajinská SSR, Sovětský svaz) je ukrajinský fotbalový obránce a reprezentant hrající v klubu FK Dněpr Dněpropetrovsk.

## Klubová kariéra
S Dněprem Dněpropetrovsk se dostal do finále Evropské ligy 2014/15 proti španělskému týmu Sevilla FC, v němž jeho klub podlehl soupeři 2:3.

## Reprezentační kariéra
V A-týmu ukrajinské reprezentace debutoval 11. 8. 2010 v Doněcku proti týmu Nizozemska (remíza 1:1).